# L'ajo nell'imbarazzo
L'ajo nell'imbarazzo es una ópera bufa en dos actos con música de Gaetano Donizetti y libreto en italiano de Jacopo Ferretti. Se estrenó en el Teatro Valle de Roma el 4 de febrero de 1824. En España se representó por vez primera en el año 1828, en el Teatro de la Santa Cruz de Barcelona.
Donizetti adaptó esta ópera en el año 1826, con un título nuevo, Don Gregorio. Es una ópera poco representada. En las estadísticas de Operabase aparece con sólo 1 representación en el período 2005-2010.